# 川は泣いている
『川は泣いている』（かわはないている）は、1990年1月4日から1月25日まで、テレビ朝日系列で放送された連続テレビドラマ。木曜ドラマ枠で放送されたシリーズ・街の一つであり、全4回。放送時間は毎週木曜21時 - 21時54分。

## 概要
脚本は倉本聰が担当。主演はいしだあゆみ。病院と葬儀屋が舞台で、生と死と自然について考えさせられる佳作。　
2023年11月29日に発売されたBlu-rayとして初めてソフト化された。

## キャスト
- いしだあゆみ
- 東幹久
- 横山めぐみ
- 円浄順子
- 三木のり平
- 堀内孝雄
- 小栗一也
- 森本レオ
- 岩城滉一

- アパッチけん ※第1話
- 香椎くに子 ※第1話
- 小野武彦 ※第1話・第2話
- 築山万有美 ※第1話・第2話
- 水上功治 ※第1話・第2話
- 小林昭二 ※第2話・第3話
- 寺田農 ※第3話
- 児島美ゆき ※第4話

## スタッフ
- 企画：田中利一（テレビ朝日）
- 作：倉本聰
- 音楽：渡辺博也
- プロデューサー：浦井孝行、千野栄彦（テレビ朝日）、岩永恵（テレビ朝日）
- 演出：雨宮望
- 主題歌：堀内孝雄「川は泣いている」
- 制作：テレビ朝日、国際放映

| テレビ朝日系 木曜21時台・木曜ドラマ | テレビ朝日系 木曜21時台・木曜ドラマ | テレビ朝日系 木曜21時台・木曜ドラマ |
| 前番組                              | 番組名                              | 次番組                              |
| ----------------------------------- | ----------------------------------- | ----------------------------------- |
| 夢に見た日々                        | 川は泣いている                      | 凪の光景                            |